# Hypena taenialoides
Hypena taenialoides är en fjärilsart som beskrevs av Chu och Chen 1962. Hypena taenialoides ingår i släktet Hypena och familjen nattflyn. Inga underarter finns listade i Catalogue of Life.